# Locked Down (musikalbum)
Locked Down är ett musikalbum av Dr. John som gavs ut 2012 av skivbolaget Nonesuch Records. Albumet producerades av Dan Auerbach från The Black Keys, och han medverkar även som gitarrist och bakgrundssångare på skivan. Auerbachs idé var att göra en modern skiva som samtidigt lät sig inspireras av Dr. Johns tidiga skivor som Gris-Gris och The Sun, Moon & Herbs. Albumet kom senare att tilldelas en Grammy Award för bästa bluesalbum. Det nådde plats 33 på Billboard 200-listan.

## Låtlista
(alla låtar skrivna av Mac Rebennack, Dan Auerbach, Maximilian Weissenfeldt, Leon Michels, Nick Movshon, Richard Windmann och Brian Olive)
1. "Locked Down" - 4:59
2. "Revolution" - 3:26
3. "Big Shot" - 3:49
4. "Ice Age" - 4:24
5. "Getaway" - 4:35
6. "Kingdom of Izzness" - 3:46
7. "You Lie" - 4:45
8. "Eleggua" - 2:51
9. "My Children, My Angels" - 5:09
10. "God's Sure Good" - 4:58